# Trøllanes
Trøllanes este un oraș din Insulele Faroe.